# Pseudosympodomma hoinicae
Pseudosympodomma hoinicae är en kräftdjursart som beskrevs av Petrescu 1998. Pseudosympodomma hoinicae ingår i släktet Pseudosympodomma och familjen Bodotriidae. Inga underarter finns listade i Catalogue of Life.